# Cerro El Castillo
El Cerro El Castillo (9°59′47″N 64°06′11″O / 9.9964, -64.103) es una formación de montaña ubicada en una exclusiva región natural al oeste del Cerro Tristeza, en el extremo norte del estado Anzoátegui, Venezuela. A una altura promedio de 1.663 m s. n. m. el Cerro El Castillo es una de las montañas más altas en Anzoátegui.

## Ubicación
El Cerro El Castillo es parte de la falda sur de un gran macizo montañoso conocido como Fila El Jardín. El Cerro El Castillo es la prolongación sur de la arista del Cerro Peonía. El Cerro El Baúl se extiende más hacia el oeste. Sobre el Cerro El Castillo se asientan los caseríos de «El Bucare», «Naranjal» y «Monte Cenizo». El acceso es muy rústico y se obtiene por cualquiera de varios caseríos que rodean las montañas al norte de El Samán, Anzoátegui.